# Čierťaž (778 m)
Čierťaž (787 m) – szczyt na Słowacji w paśmie Magury Spiskiej. Nie znajduje się w jej głównym grzbiecie, lecz w bocznym, południowo-wschodnim grzbiecie opadającym od wierzchołka Plontany. Grzbiet ten poprzez szczyty Zbojnícky stôl (1020 m), Veľká Kýčera (966 m) i  Čierťaž' opada do miejscowości Drużbaki Wyżne (Vyšné Ružbachy) i oddziela doliny potoków o nazwie Zálažný potok i Križny potok.
Szczyt  Čierťaža jest porośnięty lasem, stoki również w większości, ale dolną ich część zajmują pola i zabudowania miejscowości Drużbaki Wyżne. Stokami południowymi, omijając wierzchołek, prowadzi szlak turystyczny. Jest to szlak łącznikowy, będący jedną z opcji wyjścia z Drużbaków Wyżnych na Wietrzny Wierch.

## Szlaki turystyczne
Drużbaki Wyżne – Čierťaž – Sovia poľana (skrzyżowanie ze szlakiem niebieskim)